# Octo-giciel

Octo-giciel est une émission de télévision éducative canadienne abordant l'informatique, composée de douze épisodes d'environ 30 minutes et diffusée à partir du 29 septembre 1985 à Radio-Québec et sur TVOntario durant les dimanches francophones. Elle a aussi été diffusée en Belgique et en Suisse.
Elle fait suite à la série éducative Octo-puce diffusée deux ans plus tôt.

## Description
Octo-giciel est animée par François Trottier et Lise Payette. François Trottier joue le rôle de tuteur et Lise Payette celle d'apprenti.
Octo-giciel est similaire à Octo-puce dans son contenu, à la différence qu’Octo-puce utilise des micro-ordinateurs facilement reconnaissables. Octo-giciel est beaucoup plus discrète sur ce côté : elle n'en utilise qu'un seul, avec une représentation de police générique à l'écran lors de l'entrée du texte au clavier. Le producteur délégué de ces deux séries d'émissions télévisuelles est René Jean Savard.